# Gare de Boisseaux
La gare de Boisseaux est une halte ferroviaire française de la ligne de Paris-Austerlitz à Bordeaux-Saint-Jean, située sur le territoire de la commune de Boisseaux, dans le département du Loiret, en région Centre-Val de Loire.
C'est une halte de la Société nationale des chemins de fer français (SNCF) desservie par les trains du réseau TER Centre-Val de Loire.

## Situation ferroviaire
La gare est située au point kilométrique (PK) 80,940 de la ligne de Paris-Austerlitz à Bordeaux-Saint-Jean, entre les gares d'Angerville et de Toury. Son altitude est de 137 m.

## Histoire
La gare a été ouverte le 5 mai 1843. Le bâtiment voyageurs existe toujours mais il est fermé.

### Fréquentation
Selon les estimations de la SNCF, la fréquentation annuelle de la gare figure dans le tableau ci-dessous.
| Année               | 2015  | 2016  | 2017  | 2018  | 2019  | 2020  |
| ------------------- | ----- | ----- | ----- | ----- | ----- | ----- |
| Nombre de voyageurs | 5 618 | 5 823 | 6 416 | 7 042 | 7 250 | 5 241 |

## Service des voyageurs

### Accueil
Elle est équipée de trois quais qui desservent quatre voies. Le changement de quai se fait par le passage sous un pont-rail, situé à proximité. Elle dispose aussi de panneaux d'informations et d'abris de quais.
C'est un point d'arrêt non géré (PANG).

### Desserte

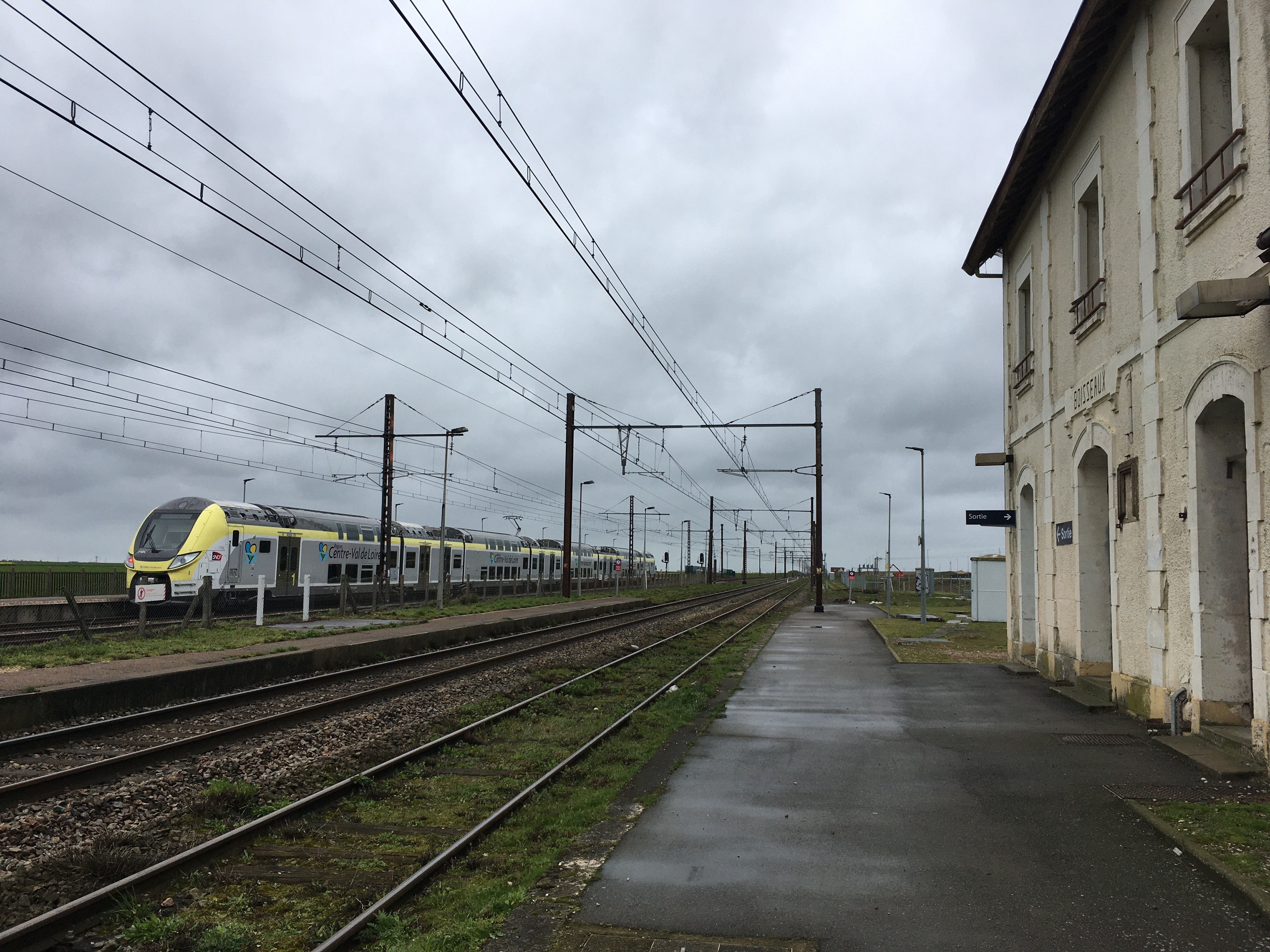
Une rame Omneo Premium desservant la gare.

La gare est desservie par des trains du réseau TER Centre-Val de Loire (relation de Paris-Austerlitz à Orléans), à raison de trois aller-retour. Les trajets sont assurés par des rames tractées par des BB 7200 ou par des rames automotrices Regio 2N.